# 小山テレビ中継局 (静岡県)
小山テレビ中継局（おやまテレビちゅうけいきょく）は、静岡県駿東郡小山町にかつて存在した地上アナログテレビ中継局。

## 中継局概要
| 放送局名     | チャンネル | 空中線電力        | ERP                 | 放送対象地域 | 放送区域 内世帯数 | 放送終了日    |
| NHK静岡 教育 | 58ch       | 映像1W/ 音声250mW | 映像3.2W/ 音声790mW | 全国         | 不明              | 2011年7月24日 |
| NHK静岡 総合 | 60ch       | 映像1W/ 音声250mW | 映像3.1W/ 音声770mW | 静岡県       | 不明              | 2011年7月24日 |
| SBS 静岡放送 | 62ch       | 映像1W/ 音声250mW | 映像3.2W/ 音声800mW | 静岡県       | 不明              | 2011年7月24日 |

- 2011年7月24日をもって全局廃局となった。

## 所在地
- 小山町小山字川前（南方高地）

## 放送エリア･その他
- 小山町の大部分をカバーしていた。